# Villa Santo Stefano
Villa Santo Stefano – miejscowość i gmina we Włoszech, w regionie Lacjum, w prowincji Frosinone.
Według danych na rok 2004 gminę zamieszkiwały 1763 osoby, 88,2 os./km².